# فهد ميري
فهد ميري مخرج سوري.

## عنه
ولد في مدينة مصياف في حماة، حاصل على ماجستير في الإخراج التلفزيوني والسينمائي، وهو عضو في نقابة الفنانين منذ عام 1986.

## من أعماله
- فرصة أخيرة (2018)
- بلا غمد (2016)
- باب المراد (2014)
- المصابيح الزرق (2012)
- صراع المال (2009)
- باب المقام (2008)
- كثير من الحب كثير من العنف (2007)
- رجال ونساء (2005)
- حكاية خريف (2004)
- حروف يكتبها المطر (2003)
- الإخوة الجزء الأول (1992) (مخرج مساعد)
- الطحالب (1991) (مخرج مساعد)